# Алерт
Алерт (англ. Alert), найпівнічніший населений пункт світу, що розташований в районі Кікіктаалук, Нунавут, Канада. Розташований всього за 817 км від Північного полюса. Назва походить від шлюпа (парусного бойового корабля) HMS Alert, який зимував за 10 км на схід від теперішньої станції, поблизу мису Шерідан у 1875—1876 роках.
В Алерті проживає 5 постійних жителів за даними перепису Канади у 2006 році. Населений пункт має багато тимчасових мешканців, у ньому працює військова розвідка радіосигналів (CFS Alert), а також метеорологічна станція та аеропорт «Алерт».

## Клімат
Клімат арктичний, виключно суворий. Тільки два місяці (липень і серпень) мають середню плюсову температуру повітря. Зима триває майже цілий рік, середня температура лютого становить менше ніж −33 °C.
| Клімат Алерта           | Клімат Алерта | Клімат Алерта | Клімат Алерта | Клімат Алерта | Клімат Алерта | Клімат Алерта | Клімат Алерта | Клімат Алерта | Клімат Алерта | Клімат Алерта | Клімат Алерта | Клімат Алерта | Клімат Алерта |
| Показник                | Січ.          | Лют.          | Бер.          | Квіт.         | Трав.         | Черв.         | Лип.          | Серп.         | Вер.          | Жовт.         | Лист.         | Груд.         | Рік           |
| Абсолютний максимум, °C | 0             | 1,1           | −2,2          | −0,2          | 7,8           | 18,2          | 20            | 19,5          | 11,2          | 4,4           | 0,6           | 3,2           | 20            |
| Середній максимум, °C   | −28,6         | −29,4         | −28,4         | −20,4         | −8,4          | 2             | 6,1           | 3,3           | −5,3          | −15,3         | −22,3         | −25,6         | −14,4         |
| Середня температура, °C | −32,2         | −33,2         | −32,4         | −24,3         | −11,5         | −0,4          | 3,4           | 0,8           | −8,4          | −18,9         | −26           | −29,4         | −17,7         |
| Середній мінімум, °C    | −35,8         | −37           | −36,3         | −28,1         | −14,5         | −2,7          | 0,7           | −1,8          | −11,5         | −22,4         | −29,6         | −33,1         | −21           |
| Абсолютний мінімум, °C  | −48,9         | −50           | −49,4         | −45,6         | −29           | −13,9         | −6,3          | −15           | −28,2         | −39,4         | −43,5         | −46,1         | −50           |
| Норма опадів, мм        | 7.2           | 7             | 7.5           | 10.6          | 11.6          | 12            | 31.8          | 17.9          | 22.3          | 13.4          | 10.4          | 6.8           | 158.3         |
| ----------------------- | ------------- | ------------- | ------------- | ------------- | ------------- | ------------- | ------------- | ------------- | ------------- | ------------- | ------------- | ------------- | ------------- |
| Джерело: Weatherbase    |               |               |               |               |               |               |               |               |               |               |               |               |               |